# Aeropuerto Internacional de Perm-Bolshoye Sávino

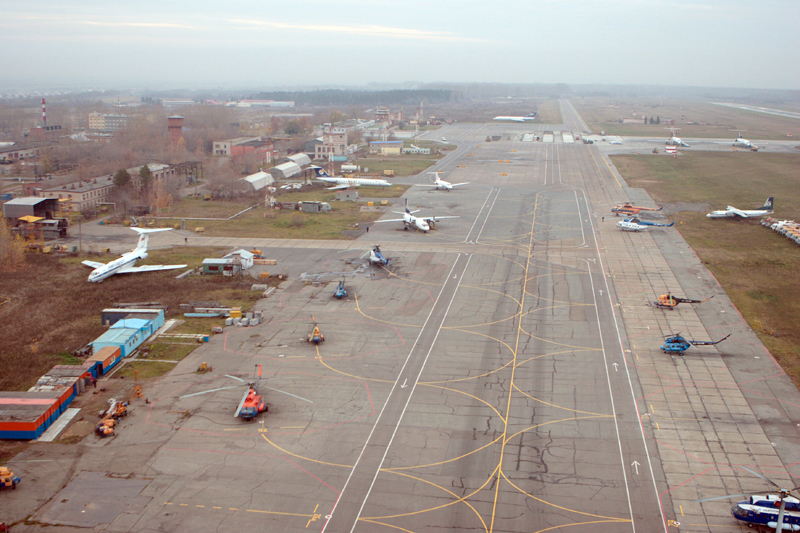
Vista del aeropuerto internacional de Perm-Bolshoye Sávino

El Aeropuerto Internacional de Perm-Bolshoye Sávino (en ruso: Международный Аэропорт Пермь-Большое Савино; código IATA: PEE, ICAO: USPP) es un aeropuerto compartido civil y militar situado a unos 15 km (kilómetros) al sudoeste de Perm, en el krai de Perm, Rusia. Se encuentra en territorio de la colonia Sokolovsky, próximo a la aldea Bolshoe Savino, que da nombre al aeropuerto.
En 2001, el aeropuerto de Bereznikí fue cerrado al servicio regular de pasajeros y, en 2006, el de Bajarevka quedó abandonado (anteriormente se dedicaba al tráfico regional). Perm-Bolshoye Sávino ha absorbido todo ese tráfico, siendo en estos momentos el único aeropuerto del territorio de Perm que atiende vuelos regulares de pasajeros, el mayor de los Urales y uno de los más grandes de Rusia. Desde 1993, tiene estatus de Aeropuerto internacional.
El aeropuerto es explotado conjuntamente por el Ministerio de Defensa ruso y por la compañía «Aerolíneas de Perm» (en ruso: Пермские авиалинии).
El espacio aéreo está controlado desde el FIR del propio aeropuerto de Perm (ICAO: USPP).

## Pista
El aeropuerto de Perm-Bolshoye Sávino dispone de una pista de hormigón en dirección 03/21 de 3206 × 46 m (10 518 × 151 pies).
El pavimento es del tipo 55/R/C/W/T, lo que lo hace adecuado para ser utilizado todo tipo de aeronaves a excepción del Airbus A380.

## Aerolíneas y destinos
| Nombre compañía     | Destinos                                           |
| ------------------- | -------------------------------------------------- |
| Aeroflot            | Moscú-Sheremétievo                                 |
| Nordavia            | San Petersburgo                                    |
| Rossiya (aerolínea) | San Petersburgo                                    |
| S7 Airlines*        | Moscú-Domodédovo                                   |
| Iberia*             | Moscú-Domodédovo                                   |
| El Al*              | Moscú-Domodédovo, Tel Aviv                         |
| Sky Express         | Moscú-Vnúkovo, Antalya                             |
| Avia Nova           | Moscú-Sheremétievo                                 |
| Utair               | Moscú-Vnúkovo, Tel Aviv                            |
| Lufthansa           | Fráncfort del Meno, Nizhni Nóvgorod                |
| Ural Airlines       | Dusambé, Khodjent                                  |
| Red Wings Airlines  | Antalya, Hurghada, Sharm el-Sheij                  |
| Moskovia Airlines   | Antalya                                            |
| Nordwind Airlines   | Bangkok, Monastir, Phuket                          |
| Somon Air           | Khodjent                                           |
| I-Fly               | Hurghada                                           |
| Tsenter-Yug         | Narian-Mar, Nizhnekamsk, Kogalym                   |
| Ruslan              | Ekaterimburgo                                      |
| Izhavia             | Izhevsk, Ereván                                    |
| Yamal Airlines      | Moscú, Tesalónica, Burgas, Varna, Dubrovnik, Sochi |

(*) trabajan con código compartido

## Operaciones militares
Desde 1952, funciona como Base aérea «Sokol», alojando al 764 IAP (764.º Regimiento Aéreo de Caza), equipado con cazas MiG-15 (1953-1956), MiG-17 (1956-1961), MiG-19 (1961-1971), y MiG-25 desde 1971 hasta 1984 en que fueron sustituidos por cazas MiG-31 (designación OTAN: Foxhound). En 2017 recibe la modernización MiG-31BM
Desde este aeródromo despegó, el 1 de mayo de 1960, el avión  MiG-19 (designación OTAN: Farmer). para interceptar al avión espía norteamericano U-2 que, pilotado por Gary Powers, realizaba una misión de espionaje fotográfico en cielo ruso.